# Брагарнік Світлана Михайлівна
Світлана Михайлівна Брагарнік (24 травня 1944, Александровськ-Сахалінський, Сахалінська область, Хабаровський край, РРФСР, СРСР — 25 лютого 2023, Москва, Росія) — радянська та російська актриса театру і кіно, театральний педагог. Заслужена артистка РРФСР (1981). Народна артистка Росії (1992). Лауреат ряду театральних премій.

## Біографія
У 1968 році закінчила Російський університет театрального мистецтва (курс Й. Раєвського).
У 1968—1971 рр. — актриса Московського обласного театру імені О. М. Островського. 
З 1972 року — актриса Московського драматичного театру імені М. В. Гоголя.
Дебютувала в кінематографі у 1972 році — знялася в популярному багатосерійному телефільмі «Слідство ведуть Знавці» ((рос.)«Следствие ведут ЗнаТоКи»).
Працювала на записах радіоспектаклів.
У 1999—2003 рр. — викладач акторської майстерності в Інституті сучасного мистецтва.
Номінант і лауреат ряду російських театральних і кінопремій («Золота маска», «Білий слон», «Ніка», «Кінотавр» та ін.).
Яскравою подією у творчості актриси став фільм В. Арістова «Сатана» (1990). У 1991 році робота актриси удостоєна Премії ВРКФ «Кінотавр» в Сочі у номінації «За найкращу жіночу роль». «Історія про залізну леді, яка очолює місцеву мафію, у якої вкрав дитину її молодий коханий, жахнула, а Світлана Брагарнік, яка знялася в головній ролі, продемонструвала вміння бачити в сучасних ситуаціях міфологічний підтекст. Було в її героїні щось від Медеї і Ніобеї одночасно».
Померла 25 лютого 2023 року в Москві, на 79-му році життя.

## Вибіркова фільмографія
- «Слідством встановлено» (1981)
- «Порох» (1985)
- «Трагедія в стилі рок» (1988)
- «Коли мені буде 54 роки» (1989)
- «Сатана» (1990)
- «Дрібниці життя» (1992—1997, т/с)
- «Помирати легко» (1999)
- «Ігри в підкидного» (2001)
- «По той бік вовків-2» (2004)
- «Ад'ютанти любові» (2005, т/с)
- «Одиноке небо» (2006)
- «Учень» (2016) та ін.